# 石墩桥 (周宁县)
石墩桥，又名高墩桥、石竹坑桥，是位于中国福建省宁德市周宁县礼门乡常源村石竹坑自然村的一个清代古建筑，2016年入选周宁县第四批文物保护单位。
石墩桥以溪间巨石为墩而得名，始建于清朝雍正年间，1989年重修。西南—东北走向，跨于吾东溪上，为一墩两孔木平梁廊屋桥，长27.7米，宽4.26米。桥屋11间，用柱48根，穿斗式木构架悬山顶，廊屋高3.5米，长29.3米。